# Amely Goebel
Amely Goebel (vollständiger Name Amely Maria Eva Goebel; * 8. Juli 1903 in Straßburg; † 18. September 1982 in Trier) war eine deutsche Politikerin (CDU) und Wirtschaftswissenschaftlerin. Bleibende Verdienste hat sie sich in Trier mit ihrer ehrenamtlichen Arbeit im „Katholischen Fürsorgeverein für Mädchen, Frauen und Kinder“ erworben.

## Leben
Amely Goebel wurde im damals deutschen Straßburg geboren. Ihr Vater, der Augenarzt Carl Goebel, war dort als Assistenzarzt tätig und eröffnete später in Trier, dem Heimatort ihrer Mutter, eine Augenarztpraxis. Sie bestand im Jahr 1922 das Abitur und studierte anschließend Volkswirtschaft und Philosophie an der Rheinischen Friedrich-Wilhelms-Universität in Bonn. Das Studium schloss sie 1926 mit dem Diplom ab. Sie begann ein sozialwissenschaftliches Studium an der Ruprecht-Karls-Universität in Heidelberg. Danach arbeitete sie in der Augenarztpraxis ihres Vaters und begann gleichzeitig sich ehrenamtlich im „Katholischen Fürsorgeverein für Mädchen, Frauen und Kinder“ (seit 1969 umbenannt in Sozialdienst katholischer Frauen) in Trier zu engagieren. 1936 wurde sie in dessen Vorstand und 1939 zur ersten Vorsitzenden gewählt. Dieses Amt bekleidete sie bis zu ihrem Tod 1982.
In der nationalsozialistischen Zeit wurde die Arbeit des katholischen Vereins behindert, besonders auch nach Teilzerstörung des vereinseigenen „Annastiftes“, einer Zufluchtstätte für „gefallene Mädchen“. Nach dem Zweiten Weltkrieg setzte sich Amely Goebel für die Weiterführung der Vereinsarbeit und den Wiederaufbau der Vereinsstrukturen und auch von Häusern, in denen Hilfsbedürftige Aufnahme finden, ein. 1951 wurde das „Maria-Goretti-Heim“ gebaut und 1974 das „Annastift“ neu eröffnet. Im Sozialdienst katholischer Frauen arbeitete sie im Zentralrat mit.
Politisch war Amely Goebel von 1952 bis 1974 Vorstandsmitglied des CDU Stadtverbands Trier. Für mehrere Legislaturperioden wurde sie in den Stadtrat gewählt. Von 1957 bis 1959 war sie als Nachrückerin für Mathilde Gantenberg Mitglied des Landtags von Rheinland-Pfalz.

## Ehrungen
- 1968: Päpstlicher Orden Pro Ecclesia et Pontifice für Verdienste um Anliegen der Kirche und des Papstes
- 1968: Bundesverdienstkreuz Erster Klasse[4]
- 1968: Freiherr-vom-Stein-Plakette
- 1974: Ehrenring der Stadt Trier für langjährige Ratsmitgliedschaft
- 1982: Verdienstorden des Landes Rheinland-Pfalz
- 1982: Agnes-Neuhaus-Medaille vom Sozialdienst katholischer Frauen
- 2008: Benennung der Amely-Goebel-Straße im Baugebiet Petrisberg in Trier[5]